# Meteorito Meridiani Planum
El Meridiani Planum o comúnmente conocido como Heat Shield Rock (en español: Roca del escudo térmico) es un meteorito del tamaño de una pelota de baloncesto de hierro-níquel encontrado en Marte por el vehículo de exploración Opportunity en enero de 2005. El meteorito fue nombrado formalmente Meridiani Planum meteorito por la Sociedad Meteorítica en octubre de 2005.

## Descubrimiento
La Opportunity encontró el meteorito de pura casualidad, en las proximidades de su propio escudo térmico desechado (de ahí el nombre). La Opportunity había sido enviada para examinar el escudo térmico después de salir del cráter Endurance. Este fue el primer meteorito encontrado en otro planeta, y el tercero que se encuentra en otro cuerpo del Sistema Solar.
La roca fue inicialmente identificado como inusual, ya que mostró, a partir del análisis con el espectrómetro Mini-TES, un espectro infrarrojo que apareció insólitamente similar a un reflejo del cielo. Se hicieron mediciones in situ de su composición usando los APXS, indicando que la composición era 93% de hierro, 7% de níquel y con trazas de germanio (~ 300 ppm) y galio (<100 ppm). La espectroscopia Mössbauer mostró que el hierro se encontraba principalmente en forma metálica, lo que confirma su identidad como un meteorito de hierro-níquel, compuesto de camacita con un 5-7% de níquel. Es esencialmente idéntica a la composición de un meteorito de hierro típica IAB que puede encontrarse en la Tierra. La superficie de la roca muestra los regmagliptos, o pozos formados por la ablación de un meteorito durante el paso a través de la atmósfera, característicos de meteoritos.
No se trató de profundizar en el meteorito utilizando la herramienta de abrasión de rocas (RAT), porque las pruebas en meteoritos de hierro realizadas en la Tierra mostraron que las herramientas del vehículo de perforación sufriría un fuerte desgaste y podría dañarse. El RAT fue diseñado para perforar en roca común, no en una aleación de hierro-níquel. Meridiani Planum, la parte de Marte donde se encontró este meteorito, se sospecha que estuvo cubierta por una capa de material con un espesor de hasta un kilómetro y que ha sido erosionado posteriormente. Esto significa que el impacto de este meteorito podría haber creado un cráter, pero la evidencia de que el cráter podría haber sido posteriormente borrado por millones, o incluso miles de millones de años de erosión. En cualquier caso, el meteorito no muestra signos de mucha oxidación. En ausencia de un estudio detallado del medio ambiente de Marte, es difícil concluir si cayó o estuvo enterrado hasta hace poco ya que muestra pocos signos de desgaste.
Tras la identificación de roca como un meteorito, el Opportunity ha descubierto otros cinco meteoritos de hierro similares (informalmente llamados "Block Island", "Irlanda", "Mackinac Island", "Ruaidh Oileán" y "Shelter Island"). Dos meteoritos de níquel-hierro fueron identificados por el vehículo gemelo Spirit (informalmente llamados "Allan Hills" y "Zhong Shan"). Varios meteoritos candidatos a ser identificados como pétreos se han identificado también en Marte.
El término meteorito marciano generalmente se refiere a algo completamente diferente: los meteoritos encontrados en la Tierra que se cree que se originaron en Marte, un ejemplo famoso es el ALH84001.

## Galería

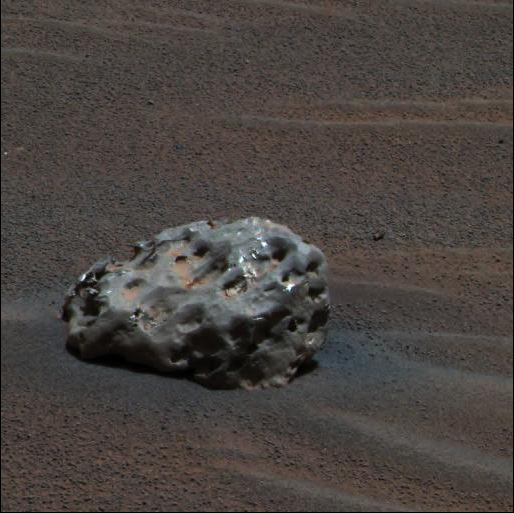
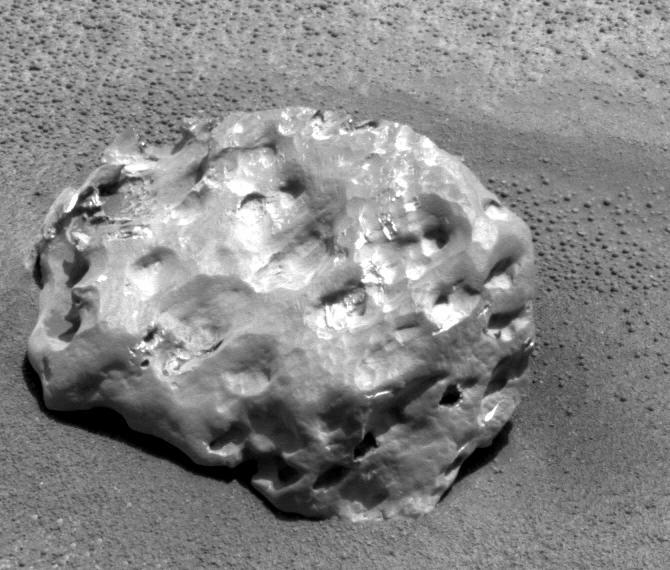
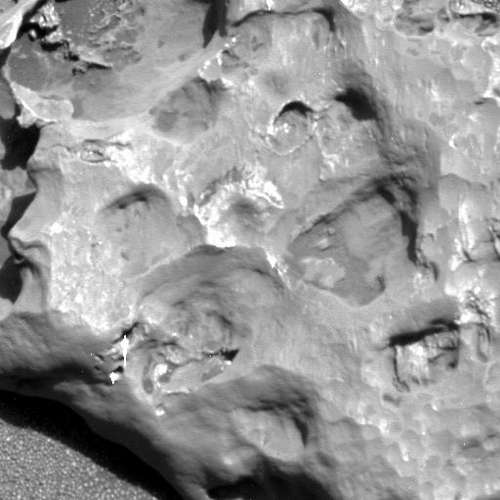
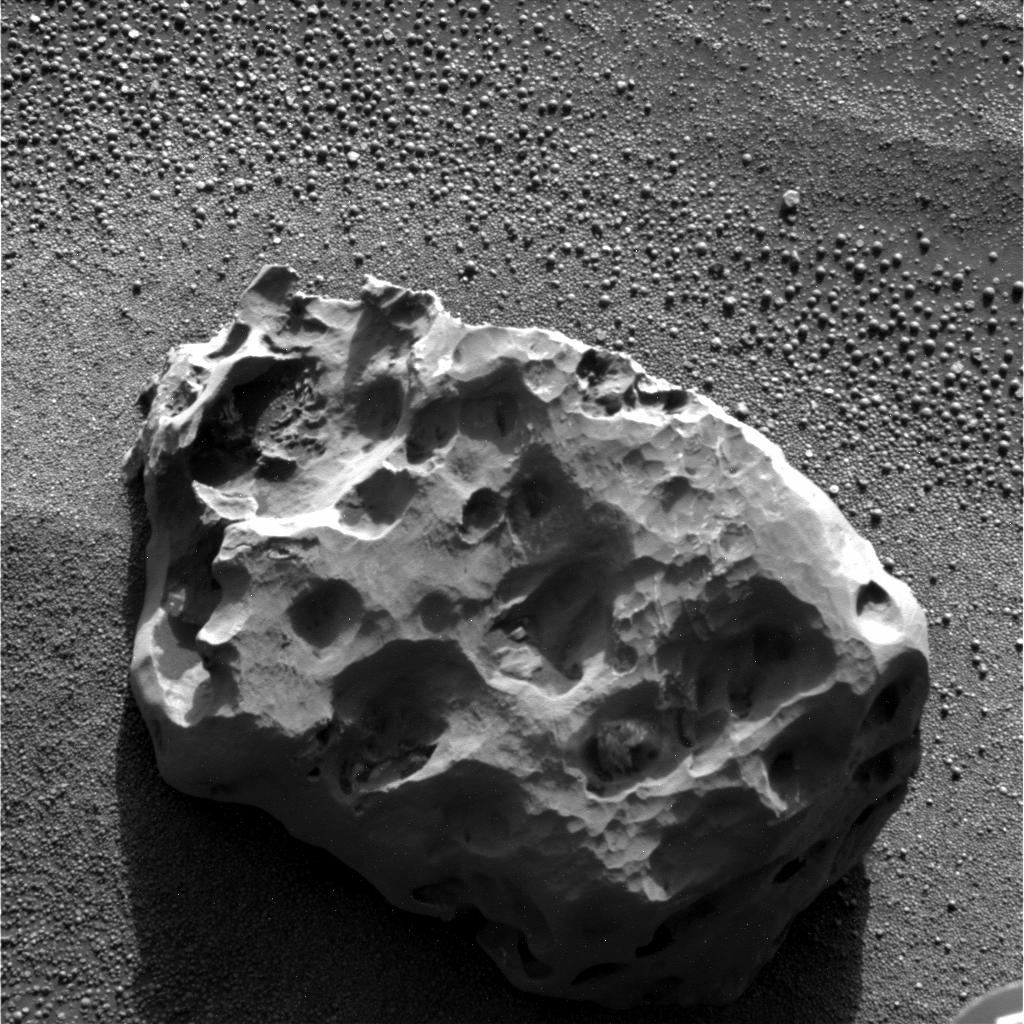
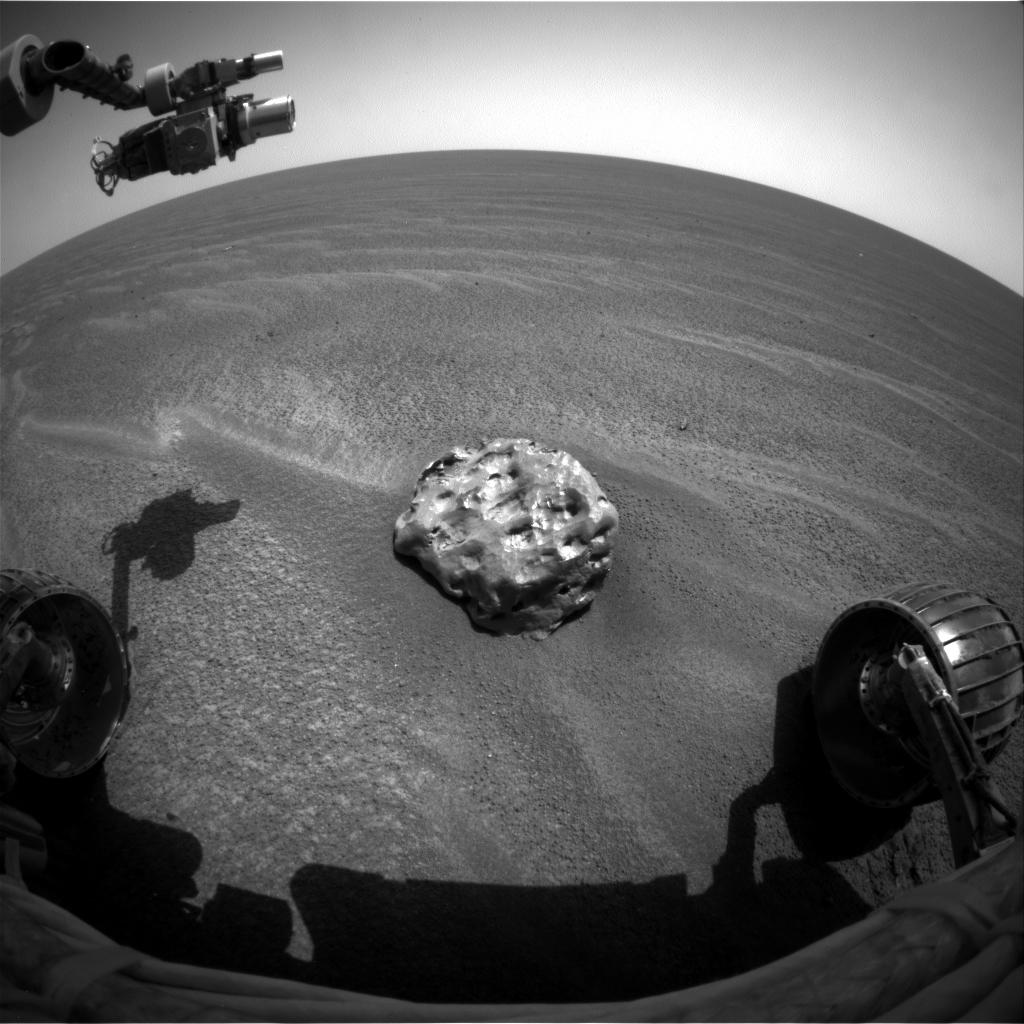
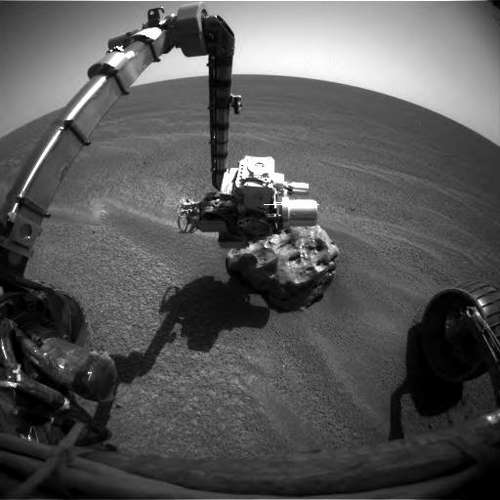